# Down Bad
Pistes de The Tortured Poets Department
My Boy Only Breaks His Favorite Toys
(3) So Long, London (en)
(5)
Down Bad est une chanson de l'auteure-compositrice-interprète américaine Taylor Swift. Elle est la quatrième piste de son onzième album studio, The Tortured Poets Department, sorti le 19 avril 2024.

## Classements hebdomadaires
| Classement (2024)                  | Meilleure position |
| ---------------------------------- | ------------------ |
| Afrique du Sud (Billboard)         | 14                 |
| Argentine (Hot 100)                | 56                 |
| Australie (ARIA)                   | 2                  |
| Autriche (Ö3 Austria Top 40)       | 39                 |
| Belgique (Billboard)               | 18                 |
| Brésil (Billboard)                 | 45                 |
| Canada (Hot 100)                   | 2                  |
| Croatie (Billboard)                | 22                 |
| Danemark (Tracklisten)             | 16                 |
| Émirats arabes unis (IFPI)         | 4                  |
| Espagne (PROMUSICAE)               | 48                 |
| États-Unis (Hot 100)               | 2                  |
| États-Unis (Streaming Songs)       | 2                  |
| Finlande (Suomen virallinen lista) | 46                 |
| France (SNEP)                      | 53                 |
| Global 200 (Billboard)             | 2                  |
| Global Excl. US (Billboard)        | 2                  |
| Grèce (IFPI Grèce)                 | 12                 |
| Hong Kong (Billboard)              | 11                 |
| Inde (IMI (en))                    | 4                  |
| Indonésie (Billboard)              | 17                 |
| Irlande (Irish Singles Chart)      | 11                 |
| Italie (FIMI)                      | 79                 |
| Lituanie (AGATA)                   | 29                 |
| Luxembourg (Billboard)             | 9                  |
| Malaisie (Billboard)               | 8                  |
| MENA (IFPI)                        | 6                  |
| Norvège (VG-lista)                 | 26                 |
| Nouvelle-Zélande (RMNZ)            | 3                  |
| Pays-Bas (Single Top 100)          | 88                 |
| Philippines (Billboard)            | 3                  |
| Pologne (Streaming Top 100)        | 75                 |
| Portugal (AFP)                     | 11                 |
| Royaume-Uni (UK Singles Chart)     | 4                  |
| Singapour (RIAS (en))              | 3                  |
| Slovaquie (IFPI Singles Digital)   | 31                 |
| Suède (Sverigetopplistan)          | 19                 |
| Suisse (Schweizer Hitparade)       | 43                 |
| Tchéquie (IFPI Singles Digital)    | 27                 |